# Natalia Kałucka
Natalia Kałucka (ur. 25 grudnia 2001 w Tarnowie) – polska zawodniczka wspinaczki sportowej, specjalizująca się we wspinaczce na czas. Najlepsza zawodniczka Pucharu Świata 2023, mistrzyni świata we wspinaczce na czas z 2021 roku. Siostra bliźniaczka Aleksandry Kałuckiej.

## Kariera sportowa
Natalia Kałucka karierę sportową rozpoczęła w MKS Tarnovia. Od 2017 roku jest zawodniczką Klubu Uczelnianego AZS AT w Tarnowie.  
W 2012 roku podczas I edycji Pucharu Polski Młodzików i Dzieci w zawodach we wspinaczce sportowej zajęła 3. miejsce. W 2016 roku podczas zawodów Pucharu Europy Juniorów w Tarnowie we wspinaczce na czas zdobyła srebrny medal w kategorii juniorek młodszych.   
W 2017 roku zdobyła złote medale Mistrzostw Polski Juniorów w boulderingu i we wspinaczce na czas.  
W 2018 roku w Moskwie zdobyła tytuł mistrzyni świata juniorów we wspinaczce sportowej na czas. Trzykrotnie wygrywała zawody Pucharu Europy Juniorów 2018 w konkurencji na czas. Zakwalifikowała się i wzięła udział w Letnich Igrzyskach Olimpijskich Młodzieży 2018.  
W 2021 roku w rozgrywanych w Moskwie Mistrzostwach Świata we wspinaczce sportowej, niespełna 20-letnia zawodniczka AZS PWSZ Tarnów zdobyła złoty medal w konkurencji na czas. Natalia Kałucka bardzo dobrze spisywała się przez całe mistrzostwa. Już w eliminacjach zajęła dobrą, czwartą lokatę. Następnie w 1/8 finału pokonała swoją siostrę bliźniaczkę – Aleksandrę. W ćwierćfinale była lepsza od Elizawiety Iwanowej. W półfinale Kałucka zmierzyła się z Aleksandrą Mirosław, dwukrotną mistrzynią świata i aktualną rekordzistką świata. Ostatecznie po błędzie rekordzistki świata do finału awansowała Kałucka, a w nim pewnie wygrała z Julią Kapliną. 
W 2022 roku w konkurencji na czas zdobyła srebrny medal World Games oraz brązowy medal Mistrzostw Europy. W Akademickich Mistrzostwach Świata zdobyła brązowy medal, a w Europejskich Igrzyskach Akademickich medal srebrny. Trzy razy stawała na podium w zawodach Pucharu Świata, w klasyfikacji generalnej uplasowała się 3. miejscu.
W 2023 roku, podczas zawodów rozgrywanych w Tarnowie, zdobyła złoty medal Igrzysk Europejskich. W finale poprawiła rekord życiowy osiągając czas 6,57 s. W tym samym roku odniosła zwycięstwo w końcowej klasyfikacji Pucharu Świata. W szwajcarskim Villars, wygrała po raz pierwszy zawody Pucharu Świata. Na tych zawodach kolejny raz poprawiła swój rekord życiowy (6,45 s).

## Osiągnięcia

### World Games
| Konkurencja        | 2022 | 2025 |
| Wspinaczka na czas | 2    | 7    |

### Mistrzostwa Świata
| Konkurencje        | 2018 | 2019 | 2021 | 2023 |
| Wspinaczka na czas | 10   | 10   | 1    | 9    |
| Wspinaczka łączna  | 36   | 39   | –    | –    |

### Mistrzostwa Europy
| Konkurencja        | 2019 | 2020 | 2022 | 2024 |
| Wspinaczka na czas | 13   | 5    | 3    | 1    |

### Puchar Świata

#### Miejsca w klasyfikacji generalnej
| Konkurencja        | 2018 | 2019 | 2020 | 2021 | 2022 | 2023 | 2024 |
| Wspinaczka na czas | 30   | 12   | –    | 5    | 3    | 1    | 2    |

#### Sukcesy w zawodach Pucharu Świata
| Data             | Miejsce        | Konkurencja        | Pozycja |
| ---------------- | -------------- | ------------------ | ------- |
| 23 maja 2022     | Salt Lake City | wspinaczka na czas | 3.      |
| 11 września 2022 | Edynburg       | wspinaczka na czas | 2.      |
| 26 września 2022 | Dżakarta       | wspinaczka na czas | 2.      |
| 30 kwietnia 2023 | Seul           | wspinaczka na czas | 2.      |
| 2 lipca 2023     | Villars        | wspinaczka na czas | 1.      |
| 23 września 2023 | Wujiang        | wspinaczka na czas | 2.      |
| 13 kwietnia 2024 | Wujiang        | wspinaczka na czas | 2.      |
| 13 lipca 2024    | Chamonix       | wspinaczka na czas | 2.      |
| 1 czerwca 2025   | Denver         | wspinaczka na czas | 2.      |